# Tandem (série télévisée, 1989)
Pour les articles homonymes, voir Tandem (homonymie).
Tandem est une série télévisée québécoise en 75 épisodes de 25 minutes scénarisée par Normand Canac-Marquis, Paule Marier et Louise Roy, diffusée du 1er septembre 1989 au 3 janvier 1992 à Radio-Québec.

## Synopsis
« Tandem » raconte les bouleversements que subissent les PME de Belmont lors d'une récession économique.

## Fiche technique
- Scénarisation : Michelle Allen, Normand Canac-Marquis, Paule Marier et Louise Roy
- Réalisation : Réjean Chayer et Pierrette Villemaire
- Société de production : Prisma Films

## Distribution
- Guy Provost : Hector Saulnier
- Louise Richer : Hélène Saulnier
- Yvan Canuel : Hercule Saulnier
- Lionel Villeneuve : Alexandre McNeil, dit Mononque
- Micheline Duranleau : Pushpa Singh
- Bernard Fortin : Henri Hamel
- Gilbert Turp : Louis Piette
- Roger Léger : Yvan Dion
- Paul Savoie : Hervé Filion
- Suzanne Champagne : Solange Brisebois
- Manuel Aranguiz : Jésus Ferrero
- Danielle Fichaud : Margaux Tétrault-Smith
- Monique Miller : Blanche Saulnier-Scott
- Hélène Loiselle : Jacinthe Saulnier
- Yvon Roy : Marc Saulnier
- Ariane Frédérique : Karine Saulnier
- Pascale Bussières : Claudia Filion
- Suzanne Garceau : Rita Duquette
- Marie-France Lambert : Nancy Beaudoin
- Louis-Georges Girard : Dorval Lussier
- Michel Daigle : Martial Guindon
- Harry Standjofski : Ralph Smith
- Clément Cazelais : Edmond Gauthier
- Emmanuel Charest : Gabriel St-Jean
- Anne Dorval : Monique Hamel
- Geneviève Brouillette : Sonia McNeil
- Jean-Pierre Bergeron : Gervais St-Hilaire
- Gilles Renaud : Philippe Dumont
- Gilles Cloutier : Georges Sévigny
- Daniel Brière : Réjean Guindon
- Éric Gaudry : Jean-Claude Duquette
- André Richard : Jean-Léon Gareau
- Mirella Tomassini : Thérèse, dite La Rouge
- Daniel Gadouas : André Boudreau
- Aubert Pallascio : Mathieu Leclerc
- Muriel Dutil : Simone Lachance
- Ronald France : Pierre Brosseau
- Lancelot Dumontet : François
- Gilbert Comtois : Jacques Lévesque
- Pierre McNicoll : Ernest St-Onge
- André Lacoste : Christian Picard
- Jean L'Italien : Julien Baril
- Pauline Lapointe : Claudette Dupras
- Robert du Parc : Ubald Brisson
- Thomas Lacoste : François
- Jean-Jacques Blanchet : annonceur télé
- Jacques Drolet : Marcel